# Déficits sélectifs en immunoglobulines
Le déficit immunitaire lié à des anomalies des immunoglobulines (Immunité humorale) est soit complet et sévère (agammaglobulinémie liée au sexe maladie de Bruton), soit global mais incomplet et variable (Hypogammaglobulinémie commune d'expression variable).
Ce déficit dans la synthèse des immunoglobulines peut aussi être sélectif, ne concernant qu'une classe.

## Le déficit isolé en IgA
Code CIM-10 D80.2
C'est le plus fréquent de ces déficits. Il est le plus souvent héréditaire, lié sur le plan familial à des cas de déficit d'expression variable. 
Il peut être asymptomatique, ou s'accompagner d'infections du tractus respiratoire ou digestif. Un syndrome de malabsorption, voire une authentique maladie cœliaque est possible. 
Les possibilités thérapeutiques sont pauvres, car les injections d'IgA isolées sont source de réactions allergiques chez ces patients.
Une variante de cette affection est le déficit selectif en "pièce sécretoire".

## Les autres déficits sélectifs
- Déficit en IgG et IgA avec taux élevé d'IgM. Code CIM-10 D80.5
- Déficit sélectif en IgM. Code CIM-10 D80.4
- Déficit sélectif en sous classe d'IgG. Code CIM-10 D80.3
- Déficit en chaîne kappa. Code CIM-10 D80.8

## Sources
- Hématologie. - Najman Albert; Verdy E.; Potron G.;Isnard F. -  Edition Marketing. 32 Rue Barque 75015 Paris.
- Hématologie clinique. - Maxwell M. Wintrobe et Coll. - Editions médicales internationales. Allée de la Croix Bossée 94264 Cachan Cedex